# Стецуренко, Александр Юрьевич
Стецуренко Александр Юрьевич (род. 20 апреля 1983, Саратов, Саратовская область, Россия) — профессиональный российский кикбоксер, выступающий в полутяжелой весовой категории. Мастер спорта международного класса по кикбоксингу. Чемпион мира по версии W5 в разделе К-1. Чемпион России среди профессионалов в разделе фулл-контакт с лоу-киком. Чемпион России среди профессионалов в разделе К-1. Чемпион по правилам ТНА 2008 (Чемпионат России), 2009 (Чемпионат Европы), 2010 и 2012 года (Чемпионат мира). Чемпион Европы по кикбоксингу в разделе К-1 2008 года. Чемпион России-2008 по версии WAKO .
За свою карьеру Стецуренко провёл более 100 профессиональных поединков, победив нокаутом более чем в 80-и, за что получил прозвище «Великий». Выступает на чемпионатах по боксу, рукопашному бою, кикбоксингу в разных разделах, савату. Раньше выступал на чемпионатах по боевому самбо, боям без правил, тайскому боксу и т. д.

## Биография
Родился 20 апреля 1983 года в Саратове. С детства занимался спортом. Посещал разные секции: легкая атлетика, биатлон, борьба (дзюдо, самбо). Серьёзно начал заниматься спортом с 1996 года под руководством
своего отца Стецуренко Юрия Николаевича. Участвовал в соревнованиях по рукопашному бою и кикбоксингу.
В 2005 году закончил Саратовский государственный технический университет (СГТУ) по специальности «Менеджмент организации». Впоследствии получил второе высшее образование в Саратовском юридическом институте (СЮИ) по специальности «Правоохранительная деятельность».

## Статистика выступлений

### Статистика в ММА
| Боёв 1   | Побед 1 | Поражений 0 |
| -------- | ------- | ----------- |
| Нокаутом | 1       | 0           |

| Результат | Рекорд | Соперник      | Способ           | Турнир               | Дата           | Раунд | Время | Место                                    | Примечание |
| --------- | ------ | ------------- | ---------------- | -------------------- | -------------- | ----- | ----- | ---------------------------------------- | ---------- |
| Победа    | 1–0    | Тимур Никулин | Нокаутом (удары) | AMC Fight Nights 108 | 28 января 2022 | 2     | 2:32  | Красногорск, Московская область, Россия, |            |
| Источник: |        |               |                  |                      |                |       |       |                                          |            |

### Статистика в боксе
В таблице перечислены результаты всех поединков боксёров.
В каждой строке указан результат поединка. Дополнительно номер поединка обозначен цветом, который обозначает итог поединка. Расшифровка обозначений и цветов представлена в нижеследующей таблице.
| Пример | Расшифровка                     |
| ------ | ------------------------------- |
|        | Победа                          |
|        | Ничья                           |
|        | Поражение                       |
|        | Планируемый поединок            |
|        | Поединок признан несостоявшимся |
| КО     | Нокаут                          |
| ТКО    | Технический нокаут              |
| PTS    | Решение судей (по очкам)        |
| UD     | Единогласное решение судей      |
| MD     | Решение большинства судей       |
| SD     | Раздельное решение судей        |
| RTD    | Отказ от продолжения боя        |
| DQ     | Дисквалификация                 |
| NC     | Поединок признан несостоявшимся |

| Бой       | Рекорд | Весовая категория | Дата           | Соперник      | Раундов | Место боя                         | Результат | Данные о бое                   |
| --------- | ------ | ----------------- | -------------- | ------------- | ------- | --------------------------------- | --------- | ------------------------------ |
| 2         | 1-1    | Полутяжелая       | 31 января 2010 | Максим Стасюк | 4       | Альметьевск, Татарстан, Россия    | Победа    |                                |
| 1         | 0-1    | Вторая средняя    | 18 июня 2006   | Давид Гогия   | 6       | Самара, Самарская область, Россия | Поражение | Дебют в профессиональном боксе |
| Источник: |        |                   |                |               |         |                                   |           |                                |

### Интервью
- Александр Стецуренко: «В глаз можно получить и на тренировке». sarvzglyad.ru. Дата обращения: 26 сентября 2023.